# Сестра Берткен
Сестра Берткен, собственно Берта Якобс (нидерл. Suster Bertken, Berta Jacobs, 25 июня 1427, Утрехт — 25 июня 1514, Утрехт) — нидерландская монахиня-затворница, мистическая писательница.

## Биография
Внебрачный ребёнок. Отец — Якоб ван Лихтенберг, каноник и пробст кафедрального собора в Утрехте. О жизни монахини известно немного, и достоверность имеющихся сведений нечем подтвердить: оригинал официального документа, удостоверяющего её биографию, был утерян, сохранилась лишь запись в экземпляре Золотой легенды, принадлежавшей одной из монастырских обителей Утрехта, этот текст отражает влияние агиографических традиций. Судя по сочинениям сестры Берткен, она получила хорошее образование. В 1456/57 гг. затворилась в специально выстроенной для неё монашеской келье, где прожила 57 лет. Практиковала суровейшую аскезу. Келья стала и её усыпальницей.

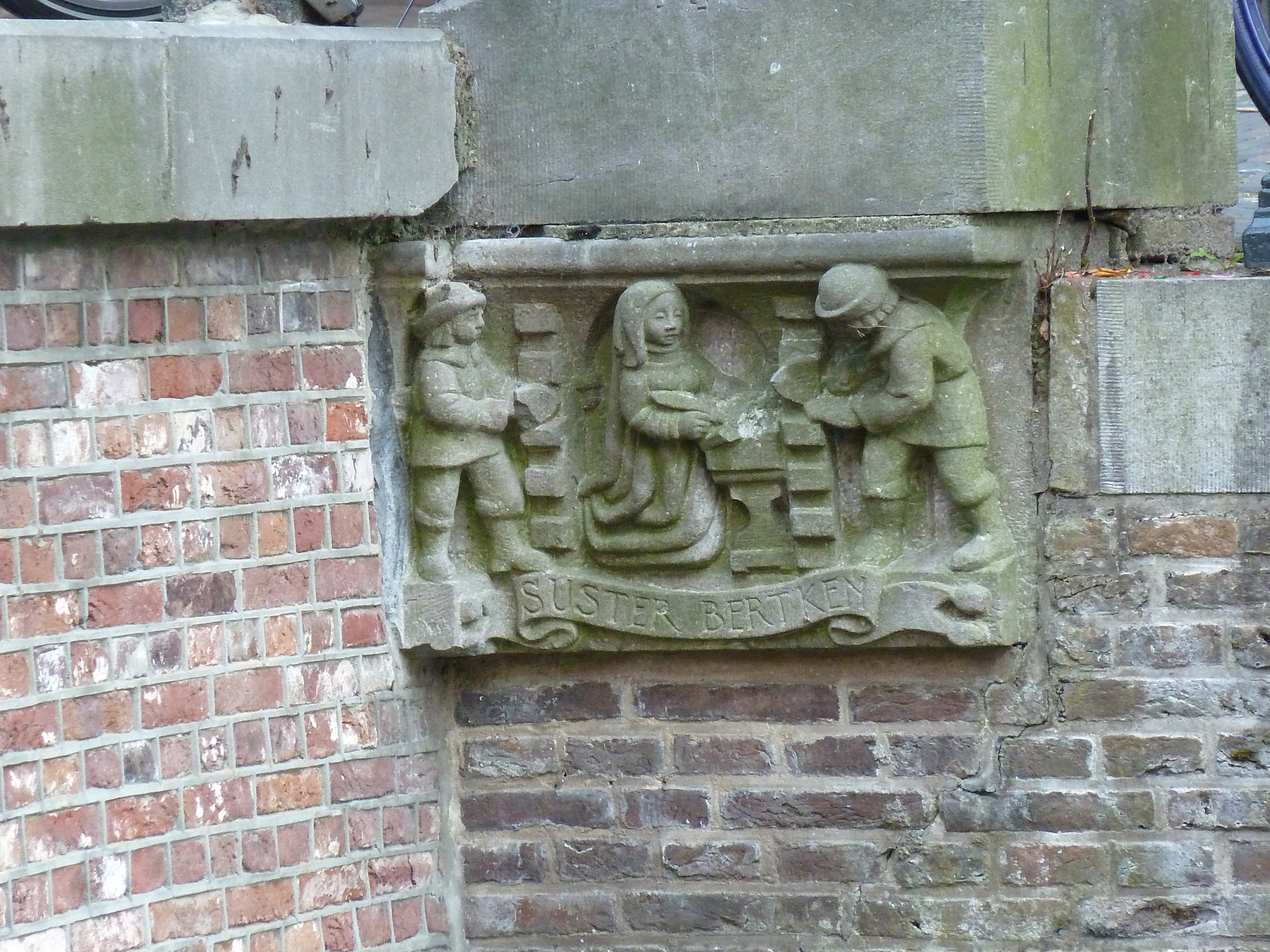
Сестра Берткен, консоль моста в Утрехте.

## Вера
Мистицизм сестры Берткен близок к Рюйсбруку Удивительному, Хадевейх Брабантской, Бригитте Шведской и находится в русле нового благочестия.

## Сочинения
Две написанные на голландском языке книги видений, диалогов и молитв сестры Берткен, в которые входят и стихотворения, были опубликованы после её кончины, между 1516 и 1520 гг. они выдержали не менее 5 изданий.

## Наследие
Сестре Берткен посвящена опера Роберта Зюйдама (2010).
Имя Берткен носит один из новых колоколов на главной колокольне города Утрехта.